# Copa de Bélgica de Ciclismo
La Copa de Bélgica de Ciclismo (llamada oficialmente: Bingoal Cycling Cup) es una competición profesional de ciclismo en ruta que se celebra anualmente en Bélgica desde 2016.
El certmane consta de 10 carreras belgas de un día en las categorías 1.Pro y 1.1 del UCI Europe Tour, excepto las que declinan estar en esta competición. Forman parte de la clasificación todos los ciclistas profesionales que forman parte del UCI WorldTeam, UCI ProTeam y Continental sin límite de nacionalidad, por ello esta copa tiene mucho más prestigio que otras copas nacionales .
Utiliza un sistema de puntuación en función de la posición conseguida en cada clásica y a partir de ahí se crea la clasificación.
La prueba también se disputa por equipos, donde participan todos los equipos. Se contabilizan en cada carrera los puntos de los tres primeros clasificados de cada equipo y a través de esos puntos se establece la clasificación.
Se celebra ininterrumpidamente desde 2016. El primer ganador fue el ciclista Timothy Dupont.

## Sistema de puntos
En cada carrera, los primeros 20 corredores ganan puntos y el corredor con la mayor cantidad de puntos en general es considerado el ganador de la Copa de Bélgica. Se llevan a cabo clasificaciones separadas para los mejores jóvenes (sub-23) y el mejor equipo.

### Clasificación individual
| Posición | 1   | 2  | 3  | 4  | 5  | 6  | 7  | 8  | 9  | 10 | 11 | 12 | 13 | 14 | 15 | 16 | 17 | 18 | 19 | 20 |
| Puntos   | 100 | 85 | 72 | 60 | 50 | 45 | 40 | 35 | 30 | 25 | 20 | 18 | 16 | 14 | 12 | 10 | 8  | 6  | 4  | 2  |

### Clasificación de los jóvenes
| Posición | 1   | 2  | 3  | 4  | 5  | 6  | 7  | 8  | 9  | 10 |
| Puntos   | 100 | 85 | 72 | 60 | 50 | 45 | 40 | 35 | 30 | 25 |

### Clasificación por equipos
| Posición | 1  | 2 | 3 | 4 | 5 | 6 | 7 | 8 | 9 | 10 |
| Puntos   | 12 | 9 | 8 | 7 | 6 | 5 | 4 | 3 | 2 | 1  |

## Palmarés
| Año  | Ganador             | Puntos | Mejor joven      | Puntos | Mejor equipo   | Puntos |
| ---- | ------------------- | ------ | ---------------- | ------ | -------------- | ------ |
| 2016 | Timothy Dupont      | 373    | Fernando Gaviria | 378    | Lotto Soudal   | 69     |
| 2017 | Jasper De Buyst     | 86     | Bandera de ?     |        | Lotto NL-Jumbo | 52     |
| 2018 | Timothy Dupont      | 48     | Bandera de ?     |        | Lotto NL-Jumbo |        |
| 2019 | Baptiste Planckaert | 46     |                  |        |                |        |
| 2020 | Fabio Jakobsen      | 16     |                  |        |                |        |

## Palmarés por países
| País         | Victorias |
| ------------ | --------- |
| Bélgica      | 4         |
| Países Bajos | 1         |

## Carreras sin puntuación
Las siguientes carreras ya no puntúan para la Copa de Bélgica de Ciclismo:
- Handzame Classic
- Premio Nacional de Clausura